# Algarrobo (Magdalena)
Algarrobo es municipio de Colombia, situado en el departamento de Magdalena, al nordeste del país. Su término municipal limita por el sur con el municipio de Sabanas de San Ángel, al oeste con Pivijay, al norte con Fundación y al este con El Copey (Cesar), municipio del cual está separado por el río Ariguaní. Se sitúa a 129 km de la capital departamental, Santa Marta.

## División Político-Administrativa
Además de su Cabecera municipal. Algarrobo tiene bajo su jurisdicción los siguientes Centros poblados:
- Bellavista
- Estación del Ferrocarril
- Estación Lleras
- Loma del Bálsamo
- Riomar

## Historia
El pueblo fue fundado por José Felipe Oñate en 1895, y se convirtió en un corregimiento del municipio de Fundación cuando éste se erigió en 1945. Finalmente, fue convertido en municipio en 1999.
Según los archivos históricos de Magdalena que reposan en la Gobernación, Algarrobo fue fundado en 1895 por José Felipe Oñate, procedente de La Paz, Cesar. Junto con sus yernos, Guillermo y Abel De La Hoz. Construyeron el primer asentamiento sobre las riveras del río Ariguaní, precisamente en el lugar que se conoce hoy como Puerto De Las Canoas. El nombre de Algarrobo deriva de la abundante presencia del árbol de algarrobo, propio de esta zona del departamento.
El 8 de junio de 1945 se crea el municipio de Fundación, Algarrobo pasa a constituirse corregimiento de este. En 1960, se instala en el corregimiento de Algarrobo la primera entidad bancaria como resultado del crecimiento económico derivado de la explotación del cultivo de algodón. Este cultivo exigía para su desarrollo vastas extensiones de tierra, lo cual ocasionó talas indiscriminadas de vegetación y particularmente del árbol de Algarrobo.
El 24 de junio de 1999, se creó el municipio de Algarrobo, cuyo territorio fue segregado de los municipios de Fundación, Pivijay y Ariguani.

## Educación
Se cuenta en su cabecera municipal con dos instituciones educativas del nivel oficial las cuales ofrecen educación básica primaria, secundaria y media las cuales son:
- IED institución educativa departamental Rafael Nuñez
- IDEAL institución educativa departamental Algarrobo

En la zona rural, se encuentra otras instituciones educativas como: IED Loma del Bálsamo.

## Economía
La economía de Algarrobo se fundamenta en el cultivo de palma africana, en menor medida la ganadería y la agro industria conforman los sectores productivos del municipio.

## Transporte
Para visitar Algarrobo es clave saber que el municipio se integra al Sistema Vial Regional a través de la Troncal de Oriente. El carreteable que comunica a Algarrobo con La Troncal de Oriente, en especial con la Loma del Bálsamo, es de 14 kilómetros de los cuales aproximadamente 13 de ellos se encuentras asfaltados.
De igual forma tiene tramos de vías destapadas para comunicarse con los municipios de El Copey y Sabanas de San Ángel en una distancia de 20 kilómetros. También se comunica con el interior del país y la capital del departamento, por vía férrea.
En el casco urbano solamente se encontraba pavimentado el acceso al Hospital local de Algarrobo, la iglesia Sagrado Corazón de Jesús y su parque principal. Desde el año 2017 se iniciaron obras de pavimentación de las principales calles del municipio, la cual fue posible después de ejecutar las obras de alcantarillado del cual carecía el municipio y que aún en se ejecutan; todo ello en articulación del gobierno departamental.

## Fiestas patronales
Se celebran las festividades de su patrono San Martín de Loba a partir del 11 de noviembre, en el cual se desarrollan diferentes actividades culturales, deportivas y religiosas, tales como las corralejas ubicada en el barrio San Carlos, eventos deportivos en el estadio municipal ubicado en el barrio Félix Vega; y de fondo las presentaciones de diferentes artistas musicales en la plaza principal del municipio.

## Deportes
El municipio se caracteriza por ser un municipio muy futbolero, la práctica de otros deportes diferentes al fútbol es casi nula; solo se realizan prácticas y competencia en otra disciplinas diferentes al fútbol durante los juegos supérate intercolegiados el cual es el Sistema Nacional de Competencias Deportivas y Académicas, basado en el desarrollo social, que busca generar oportunidades al ejercicio del derecho al deporte y a la educación, dirigido a niños, niñas, adolescentes y jóvenes escolarizados y no escolarizados, entre 7 y 17 años de edad.
Durante cada año se desarrollan 3 torneos de fútbol categoría amateur los cuales son los siguientes:
1. Campeonato de fútbol del corregimiento Loma del Bálsamo (reúne equipos de la cabecera municipal y de los corregimientos de Algarrobo; también cuenta con participación de equipos de los municipios vecinos de Fundación (Magdalena) y El Copey (Cesar). 
2.Campeonato de fútbol Municipal Se desarrolla normalmente en el Estadio Municipal ubicado en el barrio Félix Vega, en algunas ediciones se han realizado conjuntamente en las canchas de fútbol del Corregimiento Loma del Bálsamo y del corregimiento de Riomar. (Reúne equipos de la cabecera municipal y de los corregimientos de Algarrobo; también cuenta con participación de equipos de los municipios vecinos de Fundación (magdalena), Sabanas de San Ángel (Magdalena) y El Copey (cesar).
3. Campeonato de fútbol Estación del Ferrocarril Se realiza en la cancha de la Estación del Ferrocarril Ubicada en la vía que conduce al corregimiento de Loma del Bálsamo y paralela a la vía férrea que comunica las minas de carbón del cesar con los puertos del Municipio de Ciénaga y la ciudad de Santa Marta.  (Reúne equipos de la cabecera municipal y de los corregimientos de Algarrobo; en ocasiones participan equipos de los municipios vecinos de Fundación (magdalena) y El Copey (cesar). 
En el municipio solo 2 equipos de fútbol gozan de reconocimiento deportivo los cuales son Algarrobo FC y  el Club Deportivo Blanco y Negro.

## Servicios públicos
- Energía Eléctrica: Afinia, del grupo EPM, es la empresa prestadora del servicio de energía eléctrica.
- Gas Natural: Gases del Caribe es la empresa distribuidora y comercializadora de gas natural en el municipio.